# Sony Mobile
Sony Mobile Communications Inc. (Nhật: ソニーモバイルコミュニケーションズ株式会社, Hán-Việt: Sony Mobile Communications Châu thức hội xã, Hepburn: Sonī Mobairu Komyunikēshonzu Kabushikigaisha), trước đây là Sony Ericsson, là một công ty sản xuất điện thoại di động và thiết bị viễn thông được thành lập vào ngày 01 tháng 10 năm 2001 từ sự liên doanh giữa tập đoàn Nhật Sony Corporation và công ty viễn thông của Thụy Điển Ericsson, với trụ sở đặt tại London, Anh. Sony Ericsson là sự kết hợp giữa dây chuyền sản xuất thiết bị điện tử tiêu dùng của Sony với vị trí hàng đầu về truyền thông của Ericsson. Liên minh tồn tại cho đến ngày 16 tháng 2 năm 2012 khi Tập đoàn Sony mua lại toàn bộ cổ phần của Ericsson trong liên doanh và đổi tên thành Sony Mobile.
Do những khó khăn về tài chính khi dòng sản phẩm điện thoại Xperia không thu hút được khách hàng, Sony Mobile liên tục chìm vào thua lỗ kéo dài. Đến đầu năm 2020, trang web của Sony Mobile đóng cửa, dòng điện thoại Xperia hiện giờ do mảng sản xuất máy ảnh của Sony sản xuất.

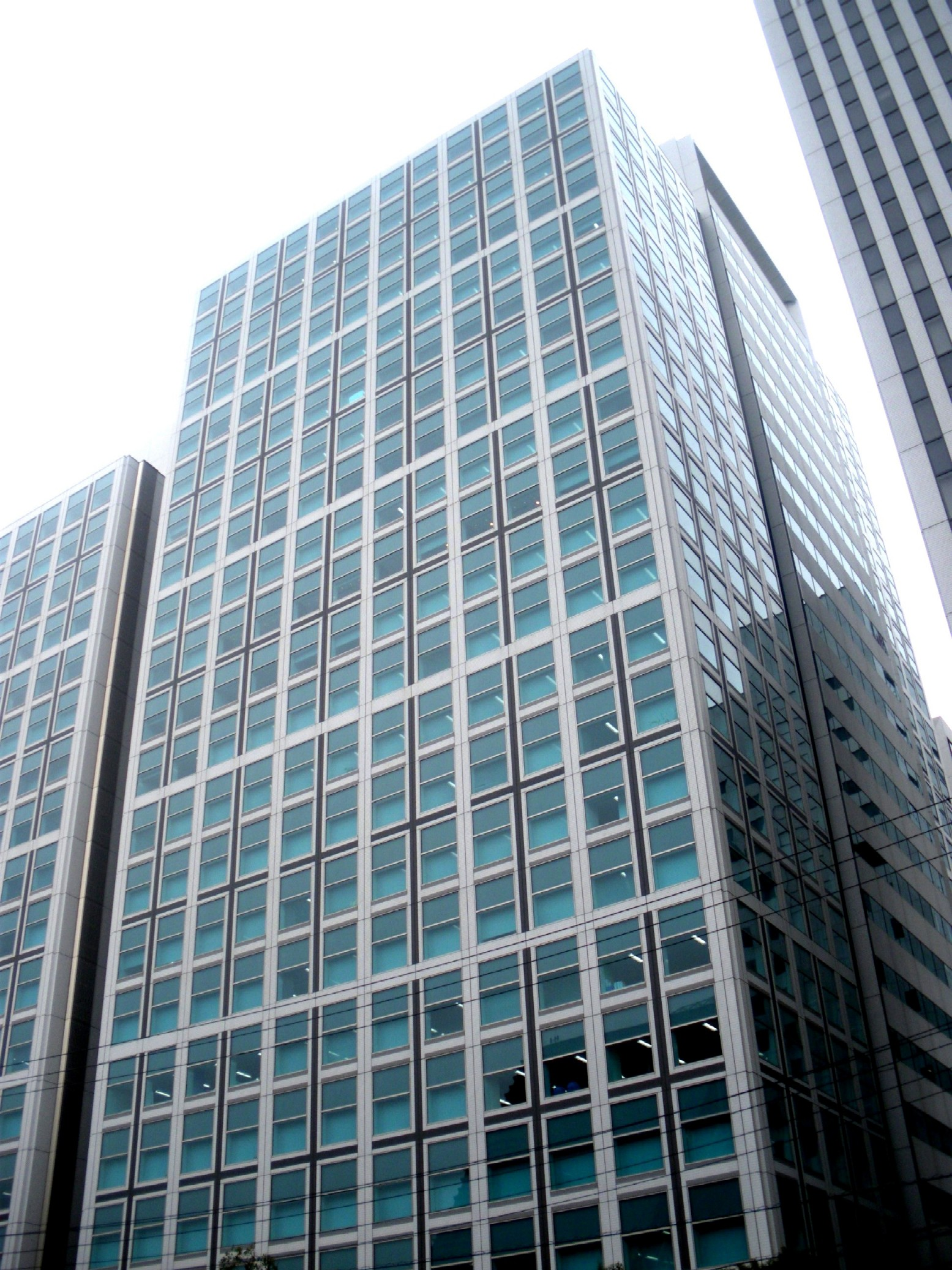
Trụ sở chính của Sony Mobile tại Shinagawa Seaside Tower, Tokyo, Nhật Bản

Sony Mobile có các cơ sở nghiên cứu và phát triển tại Lund, Thụy Điển; Bắc Kinh, Trung Quốc; Tokyo, Nhật Bản và San Francisco, Hoa Kỳ. Vào thời kỳ đỉnh cao của mình, năm 2007, Sony Ericsson chiếm 9% thị phần điện thoại di động toàn cầu, và là nhà sản xuất điện thoại lớn thứ tư tại thời điểm đó. Tuy nhiên sau một thập kỷ thua lỗ, đến năm 2017, Sony Mobile chỉ chiếm chưa đến 1% thị phần toàn cầu, 4,8% tại Châu Âu và 16,3% tại Nhật Bản.
Trong suốt thời gian hoạt động, sản phầm chủ lực của Sony Mobile là dòng điện thoại thông minh sử dụng Android - Sony Xperia, hãng cũng sản xuất máy tính bảng (Sony Tablet), đồng hồ thông minh smartwatch (Sony SmartWatch) và thiết bị đeo theo dõi thể dục (Sony SmartBand). Thiết bị hàng đầu mới nhất hiện tại là Sony Xperia 1 II, ra mắt trong tháng 2 năm 2020.

## Lịch sử
Công ty Thụy Điển Ericsson đã sản xuất điện thoại di động từ những năm 1980, thiết bị cầm tay đầu tiên của họ mang tên Hotline Pocket được giới thiệu vào năm 1987. Tại Hoa Kỳ, Ericsson đã hợp tác với General Electric vào đầu những năm 1990 để tạo ra Ericsson Mobile Communications (ECS), chủ yếu để thiết lập nhận diện thương hiệu tại Hoa Kỳ. General Electric sau đó đã dừng hợp tác.
Ericsson sau đó sử dụng chip cho điện thoại của mình từ nhà máy của Philips ở New Mexico. Vào ngày 17 tháng 3 năm 2000, nhà máy của Philips bị cháy, đã làm ảnh hưởng đến nguồn cung ứng linh kiện cho Ericsson. Thời điểm đó, Ericsson là nhà sản xuất điện thoại di động lớn thứ 3 thế giới sau Nokia và Motorola.
Con Sony lúc đó mới bước chân vào thị trường thị trường điện thoại di động, với thị phần chưa đến 1% vào năm 2000. Đến tháng 8 năm 2001, hai công ty đã hoàn tất các điều khoản của việc thành lập một liên doanh. Ericsson đã đóng góp phần lớn công ty Ericsson Mobile Communications, còn Sony đóng góp toàn bộ bộ phận điện thoại của mình. Sony Ericsson ra đời với 3.500 nhân viên.

### 2001 đến 2010
Sony Ericsson tập trung vào các mẫu điện thoại di động có chức năng nghe nhạc kỹ thuật số và camera chất lượng cao. Liên doanh có mức doanh số tăng trưởng đều qua các năm, tuy nhiên lợi nhuận không có sự tăng trưởng như kỳ vọng.
Các lô hàng điện thoại của Sony Ericsson đã giảm từ mức 30,8 triệu trong quý 4 năm 1999 xuống chỉ còn 8,1 triệu trong quý 1 năm 2003. Công ty đã lỗ ròng trong 6 trong số 15 quý và dự trữ tiền mặt giảm từ 2,2 tỷ euro xuống còn 599 triệu euro, và phải nhận khoản trợ cấp trị giá 375 triệu euro từ các công ty mẹ. Sự lỗi thời của hệ điều hành Symbian và sự vươn lên mạnh mẽ của iPhone của Apple và sau đó là Android của Google, đã ảnh hưởng sâu sắc vị trí của Sony Ericsson, Nokia và Motorola trên thị trường. Kể từ sự kiện Apple ra mắt chiếc iPhone đầu tiên vào quý 3 năm 2007, định nghĩa lại thiết kế của điện thoại di động trong tương lai, Sony Ericsson đã trượt dài trong thua lỗ.
Sony Ericsson đã bị đối thủ Hàn Quốc LG Electronics vượt qua trong quý 1 năm 2008. Lợi nhuận của công ty giảm 43% xuống còn 133 triệu euro (tương đương 180 triệu USD), doanh số giảm 8% và thị phần giảm từ 9,4% xuống còn 7,9 %. Lợi nhuận ròng giảm 97% trong quý 2 năm 2008, và phải cắt giảm 2.000 việc làm, cùng thời gian đó Motorola cũng gặp khó khăn tương tự.
Vào tháng 6 năm 2008, Sony Ericsson có khoảng 8.200 nhân viên. Đến cuối năm 2009, họ đã cắt giảm khoảng 5.000 lao động toàn cầu và đóng cửa các trung tâm nghiên cứu ở Chadwick House, Birchwood (Warrington) ở Anh; Miami, Seattle, San Diego, Raleigh, Bắc Carolina ở Hoa Kỳ; Chennai (Tamil Nadu) ở Ấn Độ; Hässleholm và Kista ở Thụy Điển và các hoạt động tại Hà Lan.

### 2011 đến nay
Vào ngày 27 tháng 10 năm 2011, Sony tuyên bố sẽ mua lại cổ phần của Ericsson trong Sony Ericsson với giá 1,05 tỷ euro (1,47 tỷ USD), biến doanh nghiệp điện thoại di động này trở thành công ty con thuộc sở hữu của tập đoàn Sony. Giao dịch dự kiến sẽ diễn ra vào tháng 1 năm 2012. Ngày 26 tháng 1 năm 2012, Liên minh Châu Âu đã phê duyệt việc mua lại. Ngày 16 tháng 2 năm 2012, Sony tuyên bố đã hoàn tất việc mua lại Sony Ericsson.
Vào tháng 9 năm 2014, Sony tuyên bố nhận khoản phí tổn thất 1,3 tỷ euro cho bộ phận Sony Mobile và cắt giảm 15% lao động, tương đương với khoảng 1000 nhân viên cũ của liên doanh Sony Ericsson.
Ngày 7 tháng 1 năm 2013, Sony Mobile đã hoàn thành việc chuyển trụ sở chính từ Lund, Thụy Điển sang Tokyo, Nhật Bản (quê nhà của Sony). Sony Mobile Communications đã quyết định dừng sản xuất các điện thoại cơ bản vào tháng 9 năm 2012, chỉ tập trung hoàn toàn vào phân khúc điện thoại thông minh chạy Android.
Sony Mobile là nhà sản xuất điện thoại thông minh lớn thứ tư thế giới theo thị phần trong quý IV năm 2012 với 9,8 triệu chiếc được xuất xưởng.
Vào ngày 2 tháng 7 năm 2012, Sony tuyên bố mua lại Gaikai, một dịch vụ đám mây để hỗ trợ việc mở rộng lĩnh vực chơi game. Logo Sony Ericsson Liquid Energy, là logo hình tròn đặc trưng cho của điện thoại Sony Ericsson, sẽ bị loại bỏ và thay thế mới từ năm 2013.
Những điện thoại cuối cùng có logo Liquid Energy là Sony Xperia T và Sony Xperia TX, và những điện thoại đầu tiên bị loại bỏ là Sony Xperia J và Sony Xperia V. Tại Triển lãm Điện tử tiêu dùng 2013 Sony Xperia Z và Sony Xperia ZL đã được công bố.
Tuy nhiên các nỗ lực cải tổ không cứu Sony Mobile khỏi đà suy thoái, trong quý cuối cùng của năm 2015, Sony Mobile lần đầu tiên rớt khỏi danh sách 10 nhà cung cấp điện thoại thông minh có thị phần cao nhất thế giới. Tính đến quý 2 năm 2018, thị phần điện thoại của Sony Mobile tại Nhật Bản là 12,5%, sau Apple và Sharp.

Tháng 5 năm 2019, Sony rút khỏi thị trường Việt Nam. Đến đầu năm 2020, trang web của Sony Mobile đóng cửa, dòng điện thoại Sony Xperia hiện giờ do mảng sản xuất máy ảnh của Sony sản xuất, có các phiên bản phân khúc cao cấp và tầm trung.

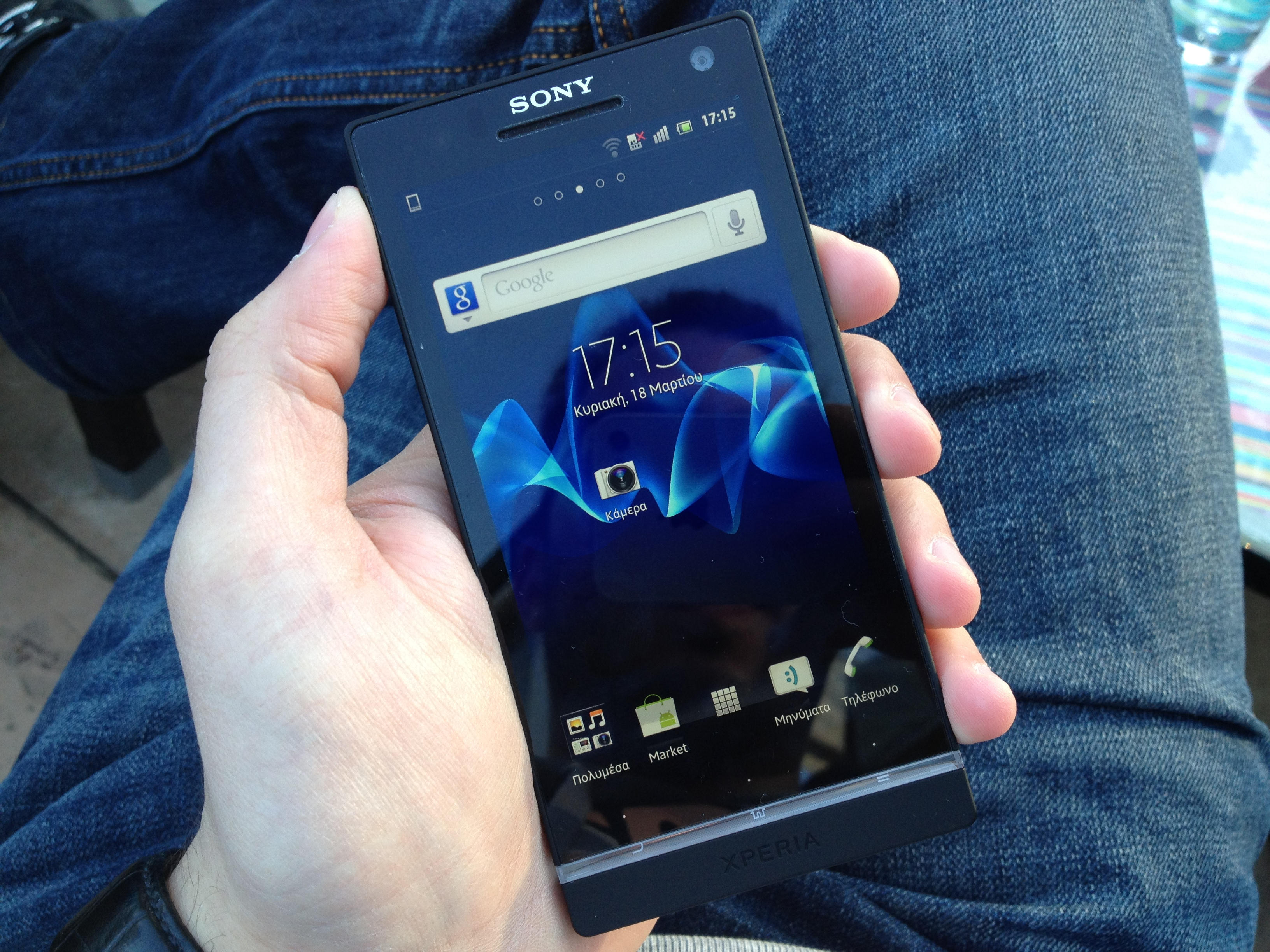
Sony Xperia S
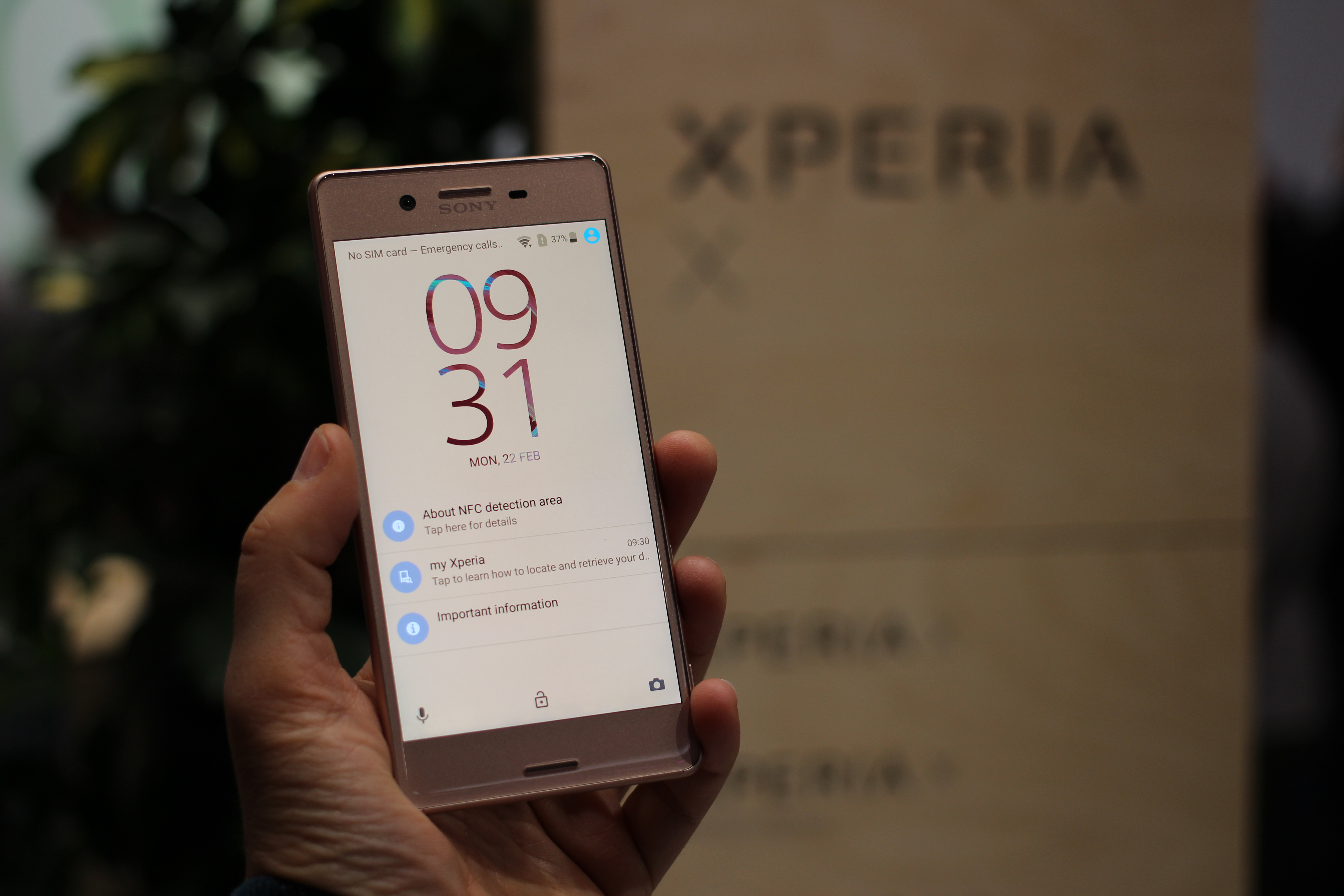
Sony Xperia X
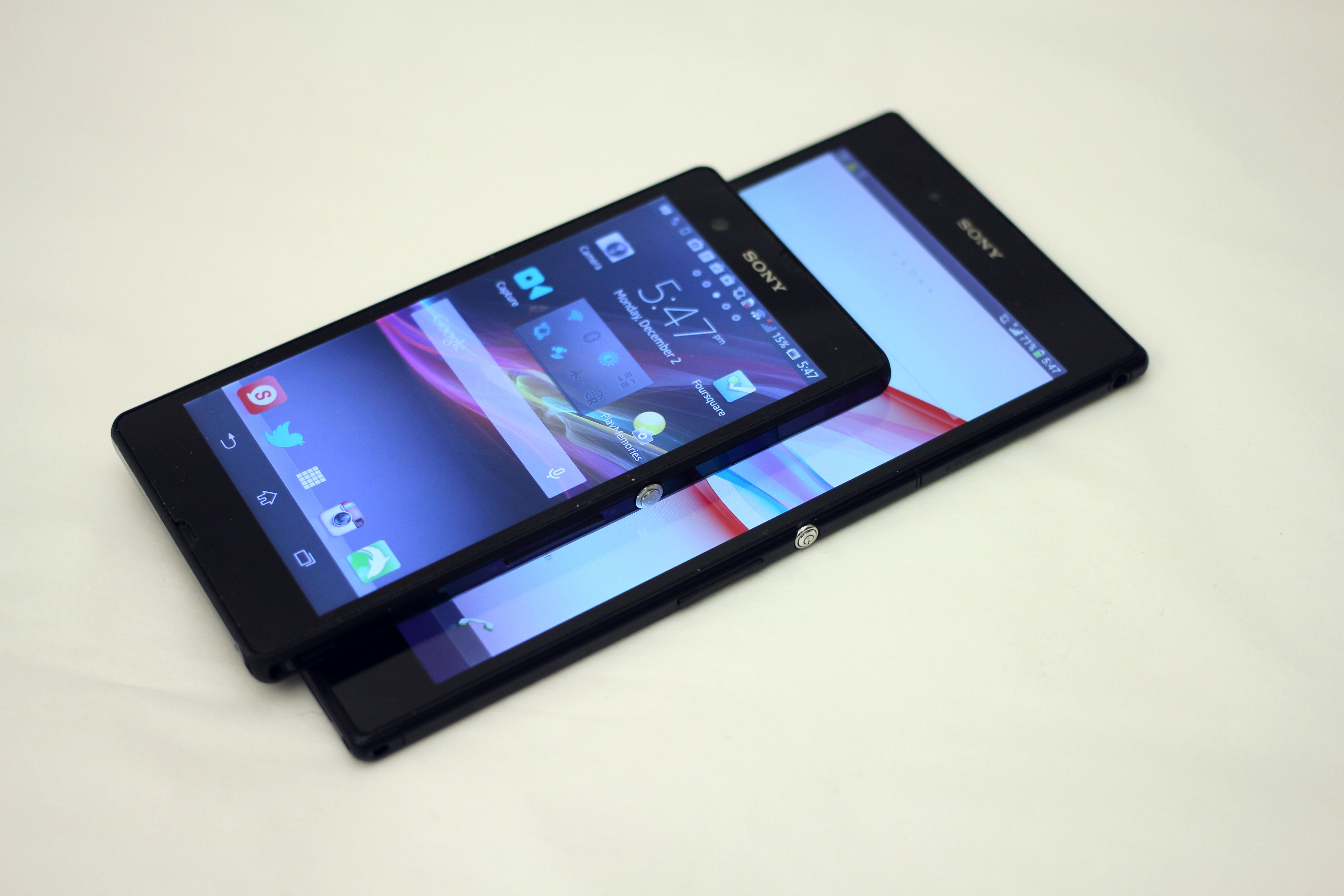
Sony Xperia Z Ultra
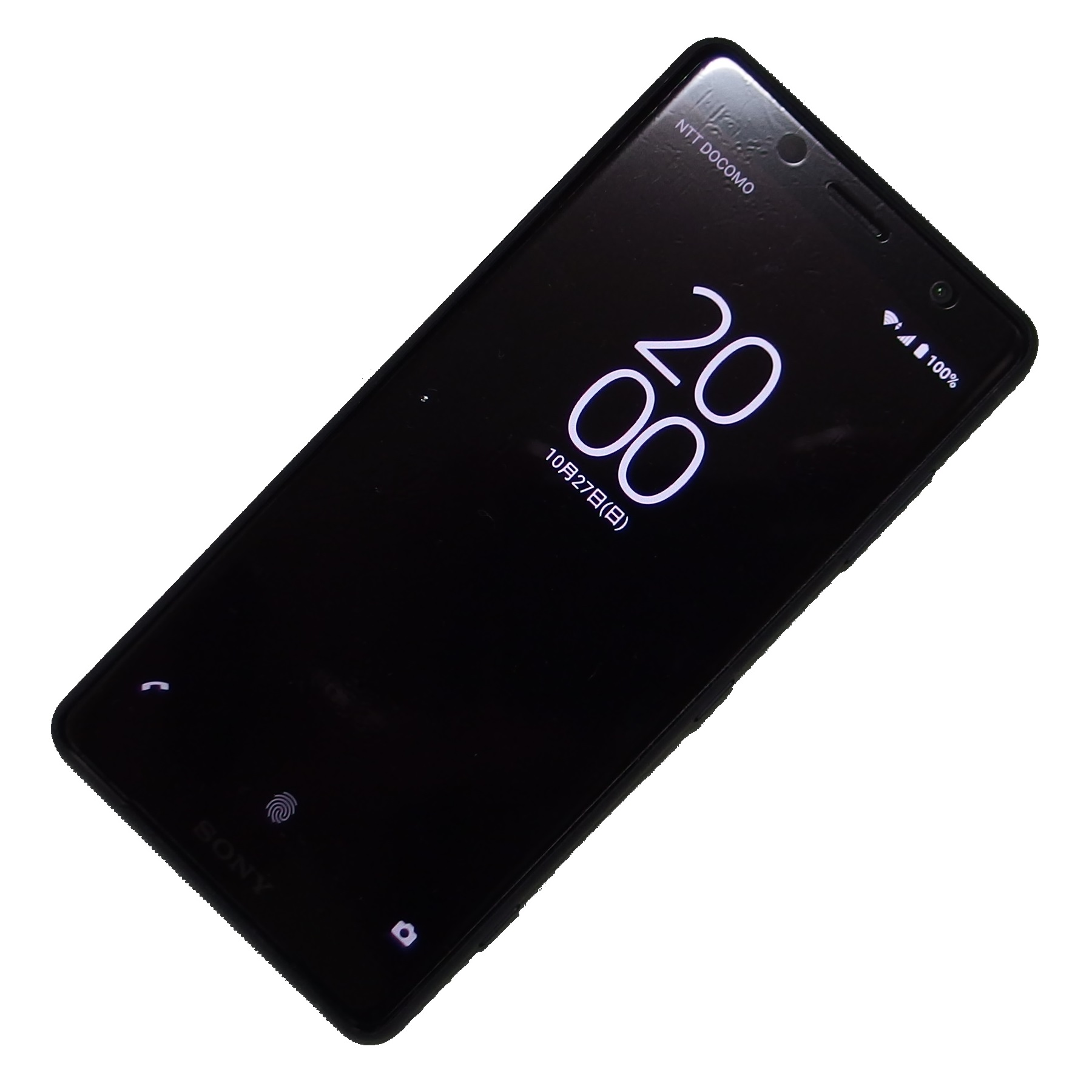
Sony Xperia XZ2

## Rút khỏi thị trường smartphone
Tập đoàn Sony thông báo tái cấu trúc công ty, khi gộp chung cả 3 bộ phận: bao gồm bộ phận Di động (Mobile Communication), bộ phận giải pháp hình ảnh (Imaging Products & Solutions) và bộ phận thiết bị giải trí gia đình (Home Entertainment & Sound) vào làm một. Bộ phận mới của Sony sẽ có tên Electronics Products and Solutions (EP&S) và sẽ có hiệu lực từ ngày 01/04/2020.
Động thái này của Sony khi gộp nhiều mảng kinh doanh quan trọng vào làm một khiến cho nhiều nhà phân tích thị trường cho rằng nhiều khả năng Sony sẽ dừng sản xuất điện thoại di động trong tương lai (giống như cách họ từ bỏ sản xuất máy tính Sony VAIO), khi doanh thu điện thoại của hãng liên tục tụt dốc không phanh. Tính riêng trong năm 2019, Sony đã thua lỗ 910 triệu USD trên thị trường smartphone, lý do vẫn là mức giá bán quá cao và thiết kế thiếu đột phá, dẫn đến sự quay lưng của người dùng châu Âu và tại chính quê nhà Nhật Bản.

## Sản phẩm

### Điện thoại thông minh Sony Ericsson
Ban đầu, Sony Ericsson sử dụng nền tảng Symbian cho các điện thoại của mình. Smartphone symbian đầu tiên của hãng là Sony Ericsson P800 vào năm 2002. Sony Ericsson đã gia nhập Tổ chức Symbian vào năm 2008.
Do hệ điều hành Symbian đã không còn tương lai phát triển, Sony Ericsson đã ra mắt thiết bị chạy Windows Mobile đầu tiên của họ vào năm 2008, mẫu Xperia X1 ở Barcelona, sản xuất bởi HTC.
Đến năm 2010, Sony Ericsson đã chuyển toàn bộ trọng tâm của mình sang hệ điều hành Android của Google, không còn thiết bị Windows Phone nào được phát hành.

### Điện thoại thông minh Sony
Dòng sản phẩm năm 2013 mang đến một thiết kế điện thoại hoàn toàn khác, lần đầu tiên nhìn thấy trên điện thoại thông minh Xperia Z và được gọi là ''OmniBalance'' vuông vức với các viền màn hình dày. Năm 2014, Sony tuyên bố sẽ tập trung nhiều hơn vào thị trường điện thoại cao cấp và giảm số lượng các sản phẩm cấp thấp và trung cấp.

### PlayStation Certified
Năm 2011, Sony Ericsson đã công bố điện thoại PlayStation Certified đầu tiên, mẫu Xperia Play có quyền truy cập vào các trò chơi PlayStation Mobile.

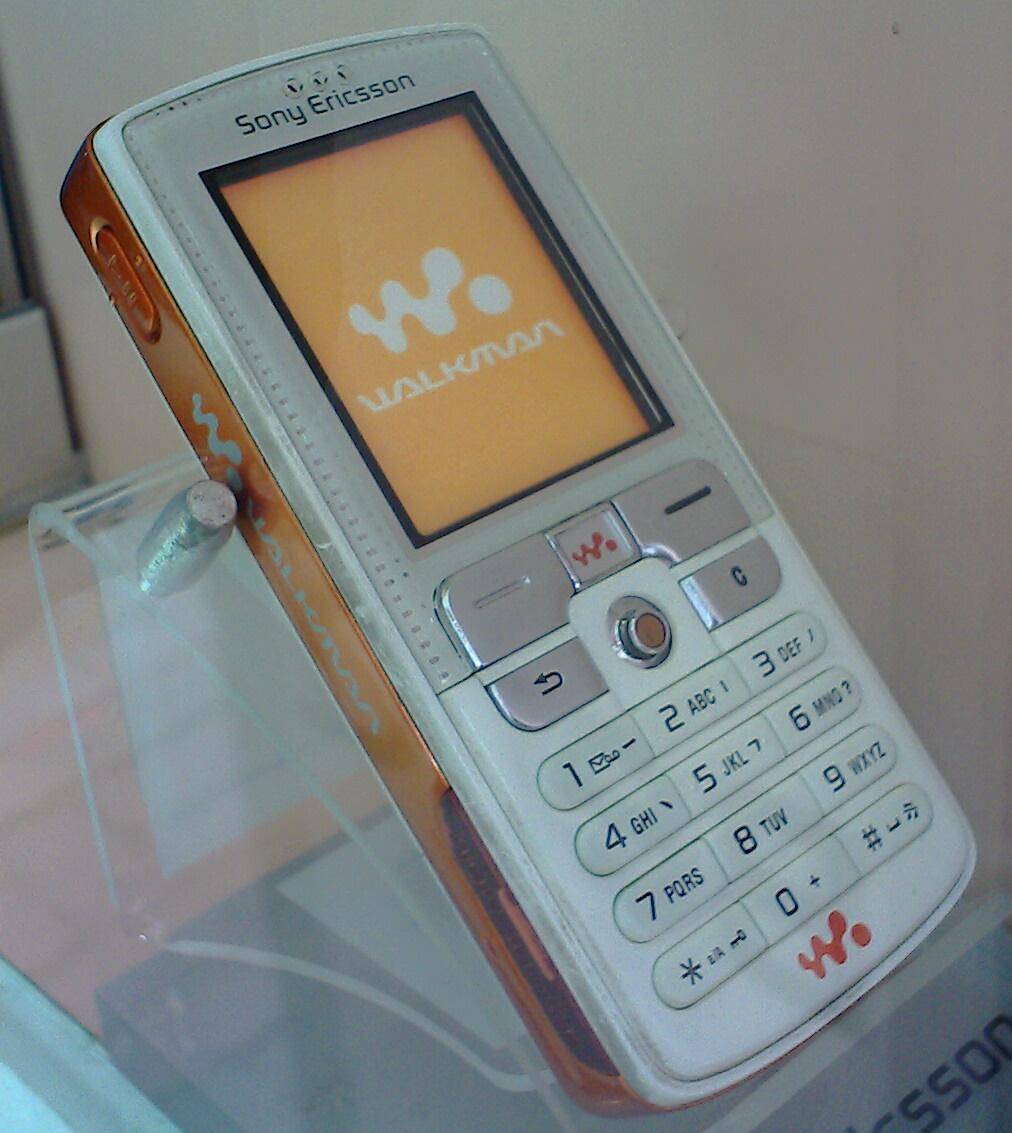
Sony Ericsson W800i
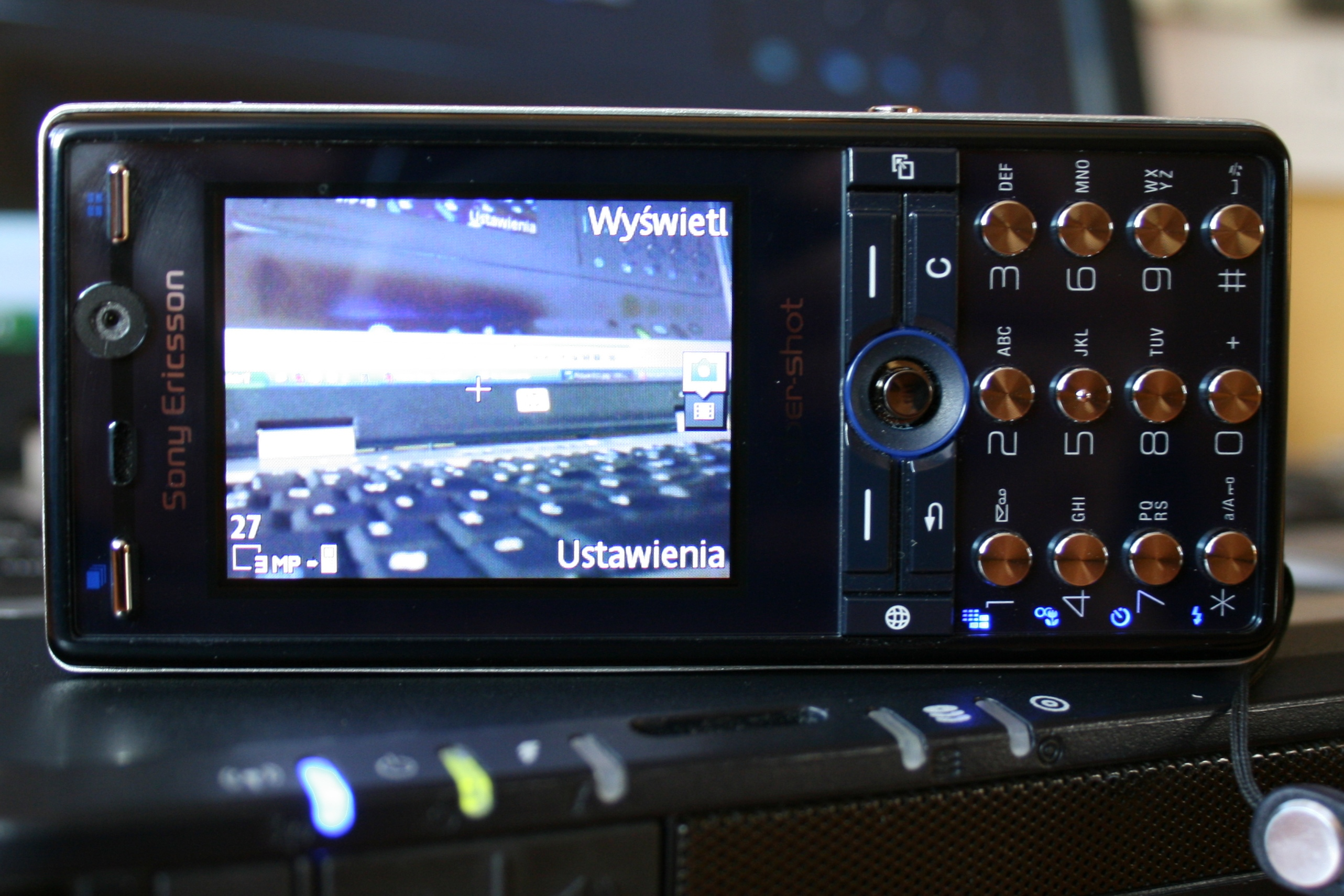
Sony Ericsson K810i 03
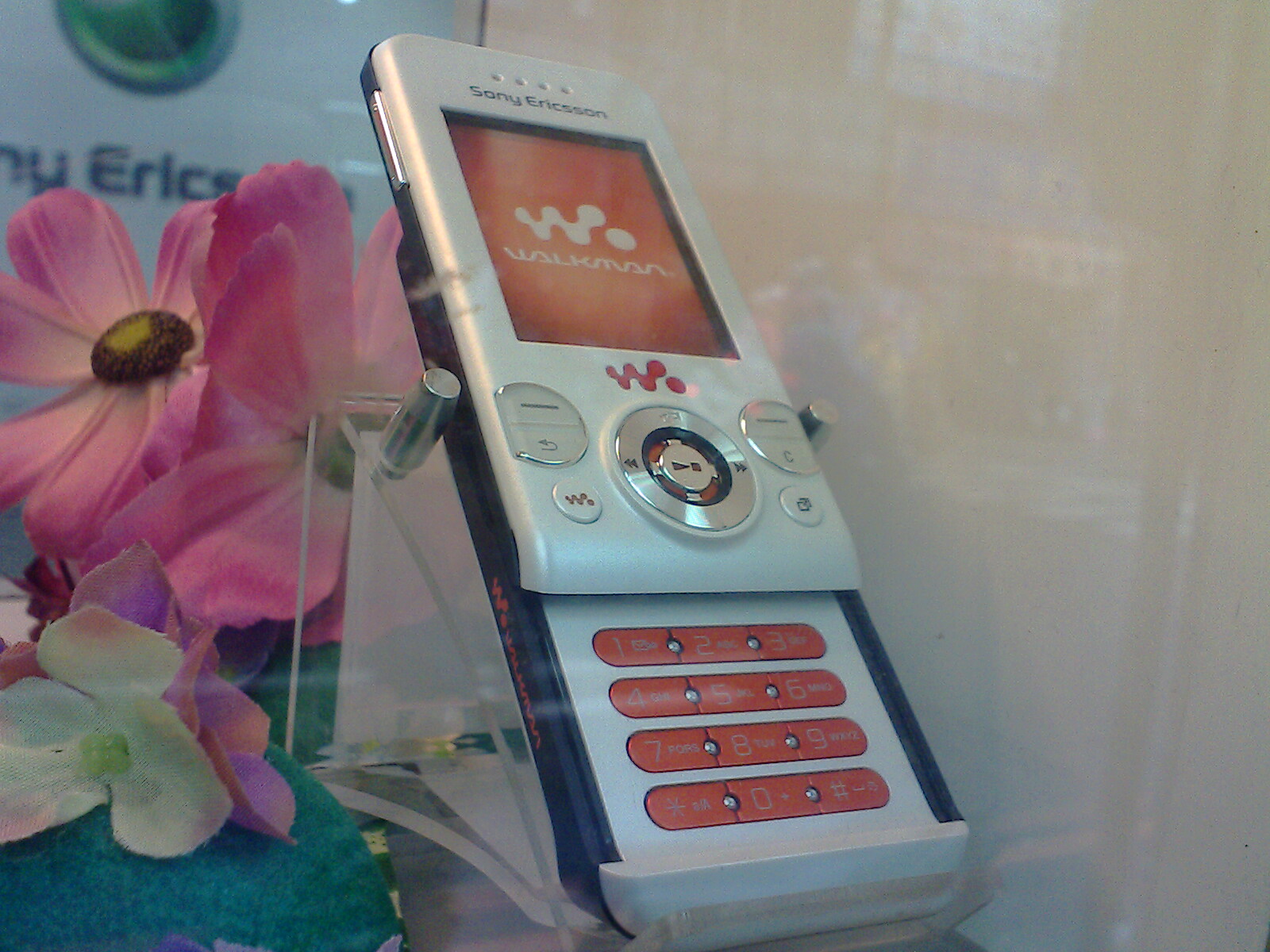
Sony Ericsson W580i
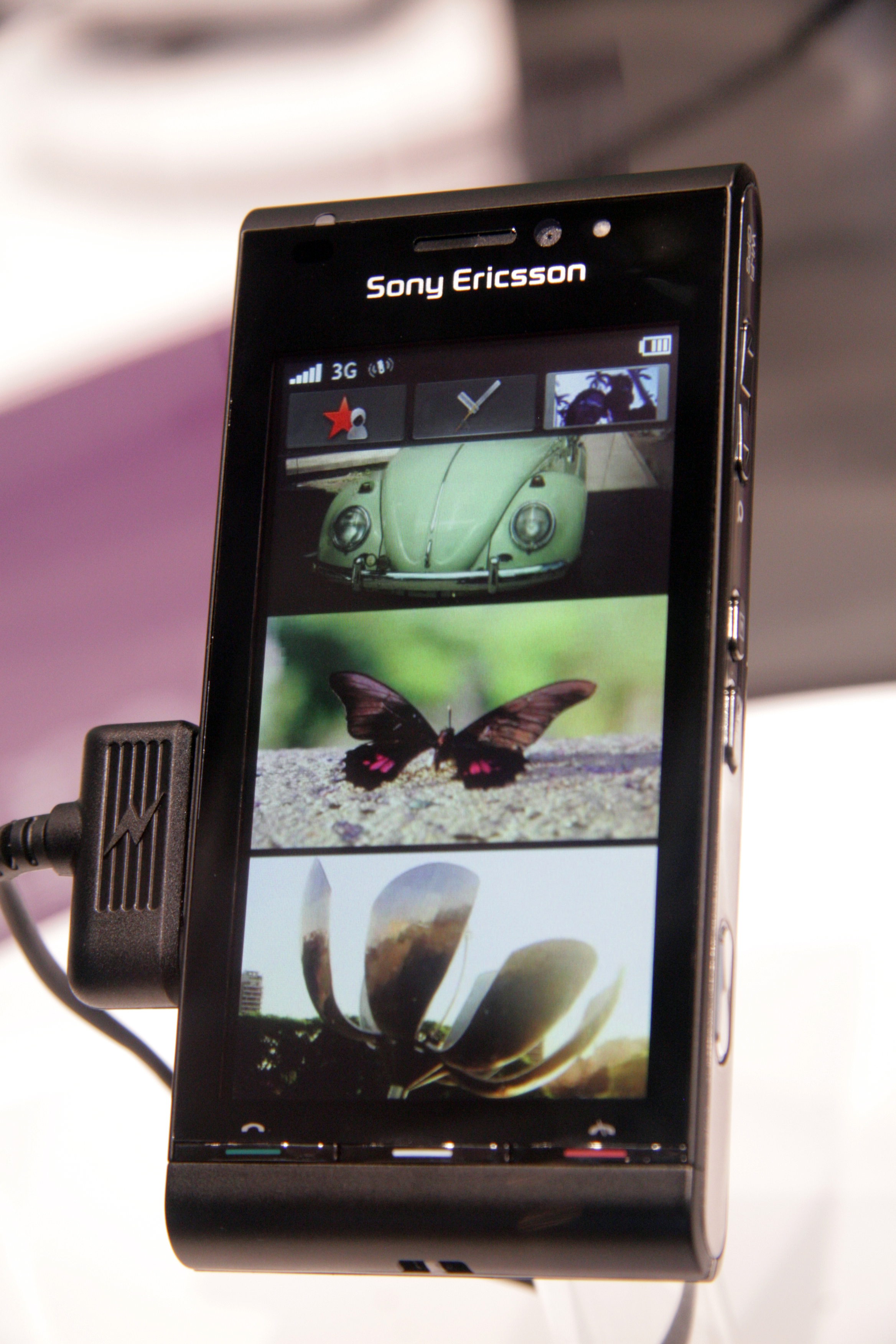
Sony Ericsson Satio (Idou)
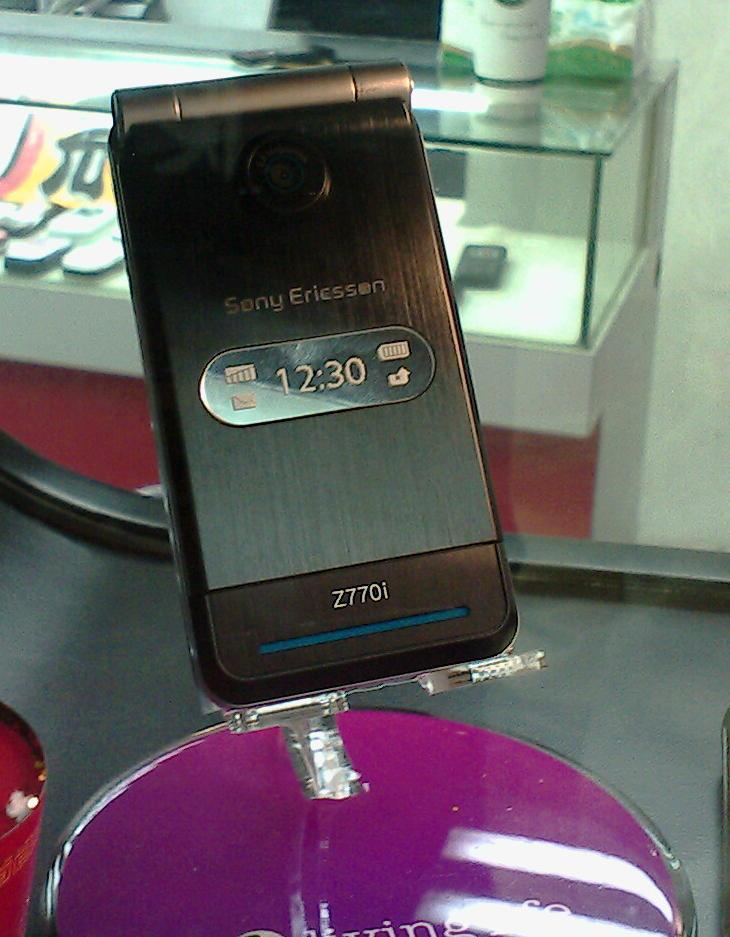
Sony Ericsson Z770i
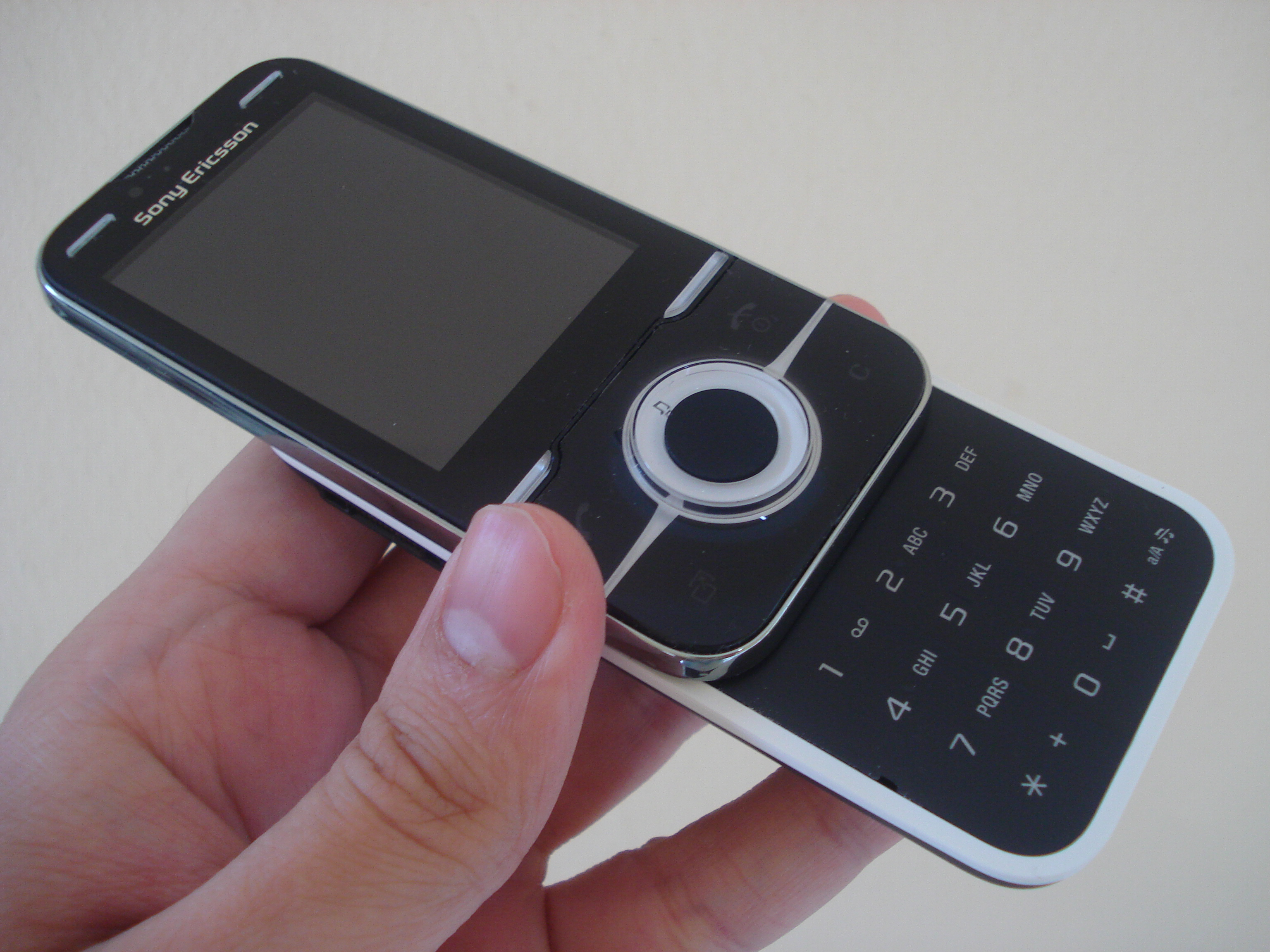
Sony Ericsson Yari
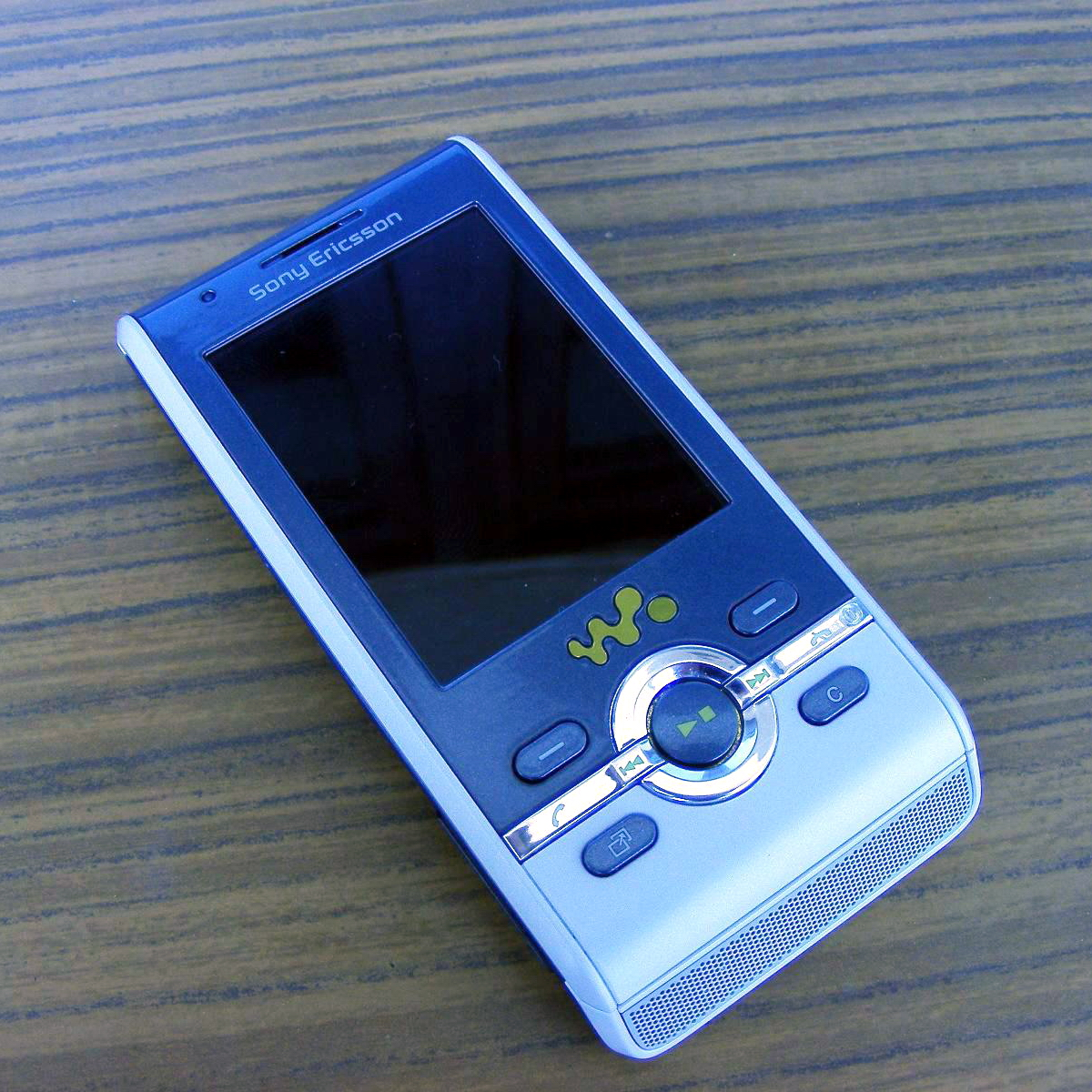
Sony Ericsson W595
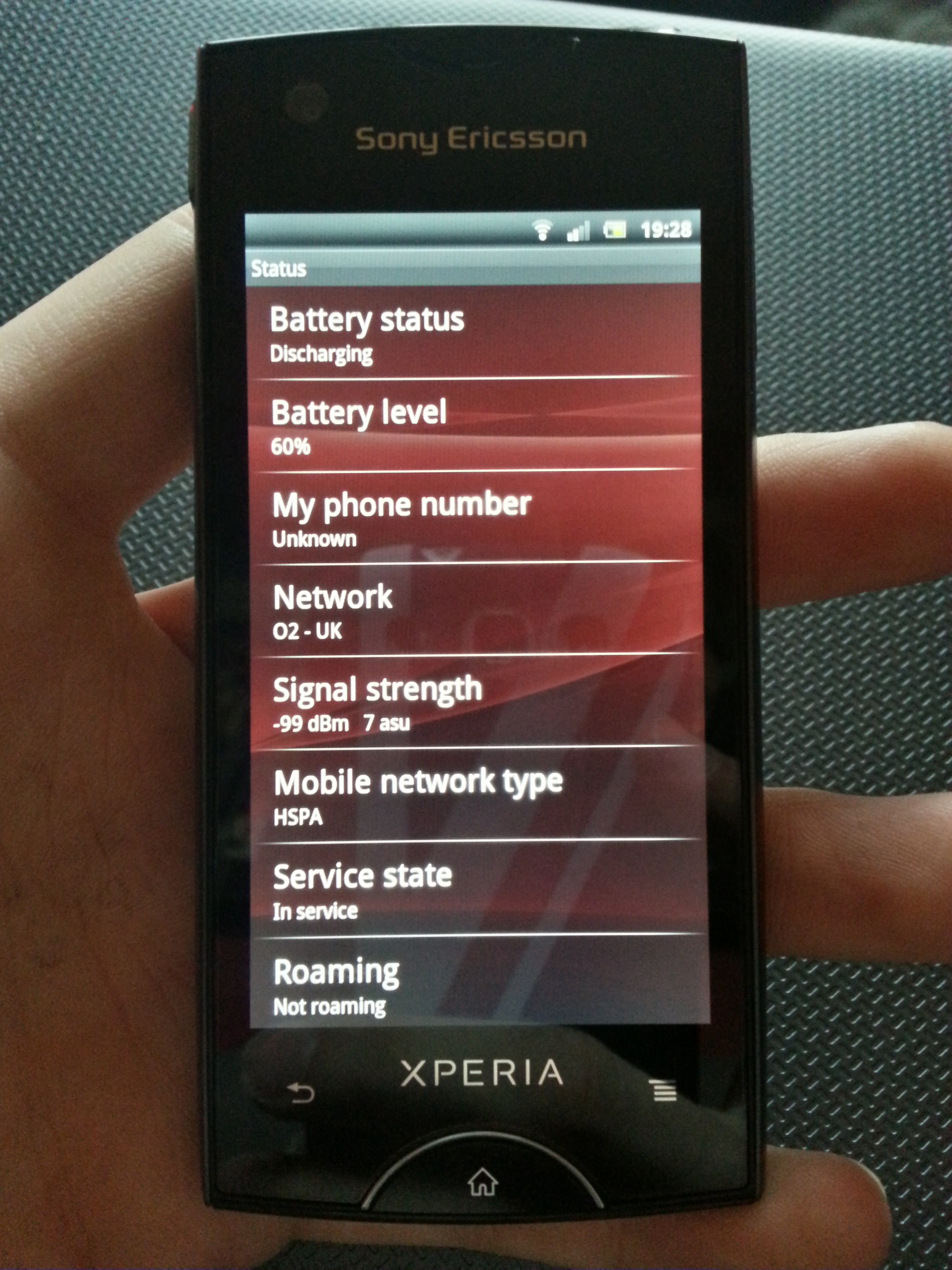
Sony Ericsson Xperia Ray Status

### Các dòng sản phẫm cũ
- Điện thoại nghe nhạc W series - Walkman, phát hành năm 2005, tập trung vào chức năng nghe nhạc, khởi đầu cho một trị trường máy nghe nhạc di động mới được phát triển vào thời điểm đó. Điện thoại Walkman của Sony Ericsson được ca sĩ Christina Aguilera đại diện ở khu vực châu Âu.
- Dòng điện thoại CyberShot, bắt đầu giới thiệu vào năm 2006, với khẩu hiệu 'Never Miss a Shot' (Không bao giờ bỏ lỡ một khoảnh khắc). Chiến dịch quảng bá sử dụng hình ảnh các vận động viên quần vợt Ana Ivanović và Daniela Hantuchova.
- Dòng điện thoại thông minh UIQ, giới thiệu với P series vào năm 2003, với màn hình cảm ứng, bàn phím QWERTY (ở đa số các mẫu), sử dụng giao diện UIQ của Symbian OS. Nhóm điện thoại này đã được mở rộng sang dòng M series và W series.
- Dòng điện thoại BRAVIA.
- D series – Điện thoại di động tầm phổ thông-trung cấp. Độc quyền của nhà điều hành mạng T-Mobile. ("Deutsche Telekom") (D750,...)
- F series – Điện thoại di động tầm phổ thông-trung cấp thiên về game.  (F500,...)
- J series – Điện thoại dạng thanh kẹo phổ thông. Không có máy ảnh. ("Junior") (J100-J300,...)
- K series – Từ phổ thông đến cao cấp có dạng hình thanh, thiên về chụp ảnh. Có máy ảnh với thiết kế hai mặt. Một số loại điện thoại mang nhãn hiệu Cyber-shot. ("Kamera") (K200-K750-K850,...)
- M series – Điện thoại thông minh chạy Hệ điều hành Symbian trung cấp. ("Messaging") (M600)
- P series – Điện thoại thông minh chạy Hệ điều hành Symbian cao cấp, thiên về kết nối, ứng dụng văn phòng. ("PDA") (P800-P990, P1,...)
- S series – Điện thoại di động dạng xoay và trượt cao-trung cấp. ("Swivel"/"Slider") (S500-S700/S710,...)
- T series – Điện thoại di động dạng thanh kẹo cao-trung cấp và là dòng chuyển giao từ dòng điện thoại cũ của Ericsson. (T68-T650,...)
- V series – Điện thoại di động cao cấp. Độc quyền của Vodafone và các nhà điều hành mạng phối hợp với Vodafone. ("Vodafone") (V600-V800,...)
- Z series – Điện thoại di động dạng vỏ sò từ phổ thông đến cao-trung cấp. ("Clamzhell") (Z200-Z1010,...)
- X series - Dòng điện thoại PDA mới của SE, dùng Windows Mobile (X1, X2,...)
- Sony Ericsson Satio, Aino,...

## Doanh số và thị phần
Sony Ericsson đã bán ra 60 triệu điện thoại có chức năng nghe nhạc vào năm 2006, trong đó có 17 triệu máy Walkman, nhấn mạnh rằng sản phẩm của họ phổ biến hơn iPod của Apple. Apple bán được 39 triệu iPod trong năm tài chính 2006. Theo Tạp chí Thụy Điển M3 số tháng 7 năm 2006, Sony Ericsson là nhãn hiệu điện thoại bán chạy nhất ở các quốc gia bắc Âu, tiếp theo sau là Nokia.

Số lượng điện thoại bán ra của Sony Mobile

Đến quý 3 năm 2009, Sony Ericsson trở thành hãng sản xuất điện thoại đứng thứ tư thế giới, nắm giữ  4,9% thị phần, sau Nokia(37.8%), Samsung(21%) và LG(11%).
| Năm  | Unit sales (millions) | Change  |
| ---- | --------------------- | ------- |
| 2002 | 22.9                  | -       |
| 2003 | 27.2                  | 18.78%  |
| 2004 | 42                    | 54.41%  |
| 2005 | 50                    | 19.05%  |
| 2006 | 74.8                  | 49.60%  |
| 2007 | 103.4                 | 38.24%  |
| 2008 | 96.6                  | -6.58%  |
| 2009 | 57.1                  | -40.89% |
| 2010 | 43.1                  | -24.52% |
| 2011 | 34.4                  | -20.19% |
| 2012 | 34.3                  | -0.29%  |
| 2013 | 38.4                  | 11.95%  |
| 2014 | 40.0                  | 4.17%   |
| 2015 | 29.4                  | -26.5%  |
| 2016 | 14.6                  | -50.34% |
| 2017 | 13.5                  | -7.53%  |
| 2018 | 6.5                   | -51.85% |
| 2019 | 3.5 (forecast)        | -41.01% |

### Chiến dịch marketing
Từ năm 2007 đến 2014, Sony Ericsson/Sony Mobile đã tài trợ cho giải đấu quần vợt Sony Ericsson Open tại Miami. Sony Ericsson Open đã được đổi tên thành Sony Open Tennis vào năm 2013. Sony Mobile cũng là đối tác của UEFA Champions League và tài trợ cho FIFA World Cup 2014 tại Brazil.